# 罗斯班克
13°17′05″N 61°15′13″W / 13.28472°N 61.25361°W
罗斯班克（英語：Rose Bank）是加勒比海岛国圣文森特和格林纳丁斯圣文森特岛圣大卫区的一个城镇，位于该岛西海岸，首都金斯敦北部、沙托布莱尔正西部、罗斯霍尔西北部，平均海拔25米。